# Dialogues des carmélites
Dialogues des carmélites este o operă în trei acte compusă de Francis Poulenc în anul 1956, după un libret de Georges Bernanos. Opera tematizează drama Martirelor din Compiègne, călugărițele carmelite arestate și ghilotinate în timpul Marii Terori și înmormântate într-o groapă comună devenită ulterior Cimitirul Picpus din Paris.
La premiera operei, care a avut loc la 26 ianuarie 1957 pe scena Teatro alla Scala din Milano, rolul principal a fost jucat de soprana Virginia Zeani.

## Scenariul
Bernanos a fost angajat în 1947 pentru a scrie dialogul pentru un scenariu de film, prin Raymond-Léopold Bruckberger și scenaristul Philippe Agostini, bazat pe nuvela Die Letzte am Schafott („Ultima de pe eșafod”) de Gertrud von Le Fort. Nuvela se bazează pe povestea Martirelor din Compiègne de la mănăstirea călugărițelor carmelite din Compiègne, nordul Franței, în urma Revoluției Franceze, în special în 1794, în momentul confiscării de către stat a bunurilor mănăstirii. Ea trasează o cale fictivă din 1789 până la aceste evenimente, când călugărițele au fost ghilotinate.
Scenariul a fost considerat nesatisfăcător pentru un film. Bernanos a murit la 5 iulie 1948. Ulterior, executorul său literar, Albert Béguin, a găsit acest manuscris. Pentru a ajuta familia supraviețuitoare a lui Bernanos, Béguin a încercat să publice lucrarea și a cerut permisiunea coautoarei Gertrud von Le Fort pentru publicare. În ianuarie 1949 von Le Fort a fost de acord și și-a donat partea ei din drepturile datorate în calitate de creatoare a poveștii originale, văduvei și copiilor lui Bernanos. Cu toate acestea, von Le Fort a cerut ca opera Bernanos să fie intitulată diferit de propria nuvelă. Béguin a ales Dialogues des Carmélites ca titlu pentru lucrarea Bernanos, care a fost publicată în 1949. O traducere în limba germană a lucrării, Die begnadete Angst („Binecuvântata teamă”), a fost publicată în 1951. Cartea a văzut lumina tiparului în orașele Zürich și München. Premiera scenică franceză a fost realizată de Jacques Hébertot în mai 1952 la Théâtre Hébertot.
Geneza operei a fost în 1953. Margarita Wallmann și-a luat soțul, care era președintele editurii Ricordi, pentru a vedea piesa lui Bernanos la Viena. Ea îi ceruse lui Poulenc să scrie un oratoriu pentru această piesă. Margarita Wallmann a fost regizoarea premierei operei lui Poulenc la Teatro alla Scala din Milano, iar ulterior, în 1983, a supervizat spectacolul de la Covent Garden.
Turnarea peliculei Dialogul carmelitelor⁠(en)[traduceți] a avut loc în anul 1960, cu Jeanne Moreau în rolul principal.

## Sinopsis
Locuri: Paris și Compiègne, 1789–94
Timpul: în timpul Revoluției Franceze

### Actul 1
În ciuda decorului Revoluției Franceze, când mulțimile opresc trăsurile pe stradă și aristocrații sunt atacați, patologic timida Blanche de la Force decide să se retragă din lume și să intre într-o mănăstire carmelită. Maica Superioară o informează că Ordinul Carmelitelor nu este un refugiu; este datoria maicilor să păzească Ordinul, nu invers. În mănăstire, sora Constance îi spune Blanchei (spre consternarea ei) că a avut un vis că cele două vor muri tinere împreună. Prioresa, care moare, o lasă pe Blanche în grija Maicii Maria. Maica Superioară trece prin mare agonie, strigând în delirul ei că, în ciuda anilor lungi de slujire în Dumnezeu, El a abandonat-o. Blanche și maica Maria, care asistă la moartea ei, sunt zguduite.

### Actul 2
Sora Constance îi remarca lui Blanche că moartea prioresei i s-a părut nedemnă și speculează că i s-a dat moartea greșită, deoarece s-ar putea da haina greșită într-un vestiar. Ea a spus că, probabil, altcineva va găsi moartea surprinzător de ușoară. Poate că murim nu doar pentru noi înșine, ci unul pentru celălalt.
Fratele Blanchei, Chevalier de la Force, sosește să anunțe că tatăl lor crede că Blanche ar trebui să se retragă din mănăstire, deoarece ea nu este în siguranță acolo (fiind atât aristocrată, cât și membră a unei comunități religioase, într-un moment de antiaristocrație și anticlericalism în mareele revoluționare în creștere). Blanche refuză, spunând că și-a găsit fericirea în Ordinul Carmelit. Mai târziu, ea recunoaște mamei Maria că frica (sau frica de frică în sine, așa cum o exprimă Chevalier) este cea care o împiedică să plece.
Capelanul anunță că i s-a interzis să predice (probabil pentru că este ne-jurat conform Constituției civile a clerului). Maicile remarca cum frica guverneaza tara si nimeni nu are curajul sa-i apere pe preoti. Sora Constance întreabă: „Nu mai sunt oameni care să vină în ajutorul țării?” „Când preoții lipsesc, mucenicii sunt supraabundenți”, răspunde noua Maică Superioară. Maica Maria spune că carmeliții pot salva Franța dându-și viața, dar Maica Superioară o corectează: nu este permis să aleagă să devină martir; Dumnezeu decide cine va primi cununa martiriului.
Un ofițer de poliție sosește și anunță comunitatea că Adunarea Legislativă a naționalizat mănăstirea și proprietatea ei, iar maicile trebuie să renunțe la practica religioasă. Când maica Maria o acceptă, ofițerul o batjocorește pentru că este dornică să se îmbrace ca toți ceilalți. Ea răspunde că maicile vor continua să slujească, indiferent de modul în care sunt îmbrăcate. „Poporul nu are nevoie de servitori”, proclamă ofițerul cu aroganță. „Nu, dar are o mare nevoie de martiri”, răspunde maica Maria. „În vremuri ca acestea, moartea nu este nimic”, spune el. „Viața nu este nimic”, răspunde ea, „atunci când este atât de degradată”.

### Actul 3
În lipsa noii priorese, maica Maria propune ca maicile să facă un jurământ de martiriu. Pentru aceasta, toatei trebuie să fie de acord, sau Maica Maria nu va insista. Are loc un vot secret; există o voce disidentă. Sora Constance declară că ea a fost disidentă și că s-a răzgândit, astfel încât jurământul să poată continua. Blanche fuge de mănăstire, iar maica Maria merge să o caute, găsind-o în biblioteca tatălui ei. Tatăl ei a fost ghilotinat, iar Blanche a fost forțată să-și slujească foștii servitori.
Maicile sunt toate arestate și condamnate la moarte, dar maica Maria este plecată în momentul arestării. La primirea veștii, capelanul îi spune maicii Maria, când se întâlnesc din nou, că, din moment ce Dumnezeu a ales să o cruțe, ea nu poate deveni de bunăvoie martir alăturându-se celorlalți în închisoare.
La locul execuției, o călugăriță după alta stă și se îndreaptă încet spre ghilotină. Toate cântă "Salve Regina" („Salutare Regină, maica îndurărilor”). În ultimul moment apare Blanche, spre bucuria Constanței, să se alăture surorilor ei condamnate. După ce a văzut toate celelalte călugărițe executate, în timp ce montează schela, Blanche cântă strofa finală a imnului "Veni Creator Spiritus," "Deo Patri sit gloria...", folosită în mod tradițional la depunerea jurămintelor într-o comunitate religioasă, când o persoană își încredințează viața lui Dumnezeu.

## Înregistrări
Audio
- Denise Duval, Régine Crespin, Denise Scharley, Liliane Berton, Rita Gorr, Xavier Depraz, Paul Finel, Michel Forel, Louis Rialland, Janine Fourrier, Gisele Desmoutiers, et al.; Orchestra și corul Operei Naționale din Paris; Pierre Dervaux, dirijor (HMV/EMI/Warner Classics)
- Catherine Dubosc, Michel Sénéchal, François le Roux, Rita Gorr, José van Dam, Rachel Yakar, Martine Dupuy, et al.; Orchestra and Chorus of the Opéra de Lyon; Kent Nagano, conductor (Virgin Classics)
- Catrin Wyn-Davies, Ashley Holland, Peter Wedd, Gary Coward, Felicity Palmer, Josephine Barstow, Orla Boylan, Sarah Tynan, Jane Powell, Anne Marie Gibbons, Ryland Davies, William Berger, James Edwards, Roland Wood, Toby Stafford-Allen, David Stephenson; Orchestra and Chorus of English National Opera; Paul Daniel, conductor (Chandos, titled The Carmelites, sung in English)
- Sally Matthews, Deborah Polaski, Heidi Brunner, Michelle Breedt, Hendricke van Kerckhove, Yann Beuron, Magdalena Anna Hoffmann, Christa Ratzenböck, Jürgen Sacher, et al.; Vienna Radio Symphony Orchestra and Arnold Schoenberg Choir; Bertrand de Billy, conductor (Oehms Classics)
- Leyla Gencer, Virginia Zeani, Gianna Pederzini, Gigliola Frazzoni, Scipio Colombo, Nicola Filacuridi, Eugenia Ratti, Vittoria Palombini, et al.; Orchestra and Chorus of the Teatro alla Scala din Milano; Nino Sanzogno, conductor (1957 world premiere recording in italian translation) (Cantus CACD 5.01066 F (2CDs)

Video
- Isobel Buchanan, Heather Begg, Joan Sutherland, Lone Koppel, Anne-Marie McDonald, Richard Greager, Paul Ferris, Geoffrey Chard, et al.; Chorus and Orchestra of Opera Australia; Richard Bonynge, conductor; Elijah Moshinsky, director (Kultur, 1984, sung in English)
- Maria Ewing, Jessye Norman, Betsy Norden, Régine Crespin, and Florence Quivar; Manuel Rosenthal, conductor; John Dexter, director; Metropolitan Opera (1987)[4]
- Anne-Sophie Schmidt, Patricia Petibon, Nadine Denize, Laurence Dale, et al.; Chorus of the Opera National du Rhin and the Orchestre Philharmonique de Strasbourg; Jan Latham-Koenig, conductor; Marthe Keller, director (Arthaus, 1998)
- Dagmar Schellenberger, Anja Silja, Barbara Dever, Laura Aikin, Gwynne Geyer, Gordon Gietz, Christopher Robertson, Mario Bolognesi, et al., Chorus and Orchestra of La Scala, Milan; Riccardo Muti, conductor; Robert Carsen, director (TDK, 2007)
- Alexia Voulgaridou, Kathryn Harries, Anne Schwanewilms, Gabriele Schnaut, Jana Büchner, Nikolai Schlkoff, Wolfgang Schöne, et al.; Hamburg Philharmonic and Chorus of the Hamburg State Opera; Simone Young, conductor; Nikolaus Lehnhoff, director (Arthaus, 2010)
- Susan Gritton, Sylvie Brunet, Soile Isokoski, Susanne Resmark, Hélène Guilmette, Bernard Richter, Alain Vernhes, et al., Bavarians State Orchestra and Chorus; Kent Nagano, conductor; Dmitri Tcherniakov, director (Bel Air Classiques, 2011)
- Véronique Gens, Sophie Koch, Sandrine Piau, Patricia Petibon, Rosalind Plowright, Topi Lehtipuu, et al.; Philharmonia Orchestra and Chorus of the Théâtre des Champs-Élysées; Jérémie Rhorer, conductor; Olivier Py, director (Erato, 2014)